# Păducel
Păducelul  este un arbust (2 – 6 m) din familia Rosaceae, are florile albe și fructele roșii ce au un miros caracteristic și un gust amărui. Din ele se obțin extracte care sunt folosite în primul rând, la ameliorarea tulburărilor legate de problemele cardiace cu substrat nervos.

## Răspândire
Păducelul este răspândit în Europa Centrală, dar poate fi întâlnit și în Asia de Sud-Vest până în Afganistan. El crește pe solurile calcaroase sub formă de tufișuri la liziera pădurilor.

## Utilizare
Ceaiul de păducel are un miros neplăcut și un gust fad, dar se poate aromatiza cu lămâie sau alte extracte. Ceaiul este utilizat în:
- Tulburări de ritm cardiac, tahicardie paroxistică, extrasistole, tulburări cardiace de origine nervoasă.
- Eretism cardiac, insuficiență cardiacă, angină pectorală stadiile I si II, algii precordiale, tahicardie.
- Florile sau fructele de păducel asociate cu valeriana, vâscul și talpa gâștei își potențează efectul medicinal.
- Adjuvant in afecțiuni cardiace cu substrat nervos, ateroscleroză, cardiopatie ischemică, aritmii, hipertensiune arterială.

Acțiuni: cardiotonic (efect inotrop pozitiv), coronarodilatator moderat (crește fluxul sanguin la nivelul arterelor coronare).